# Dolina ku Dziurze

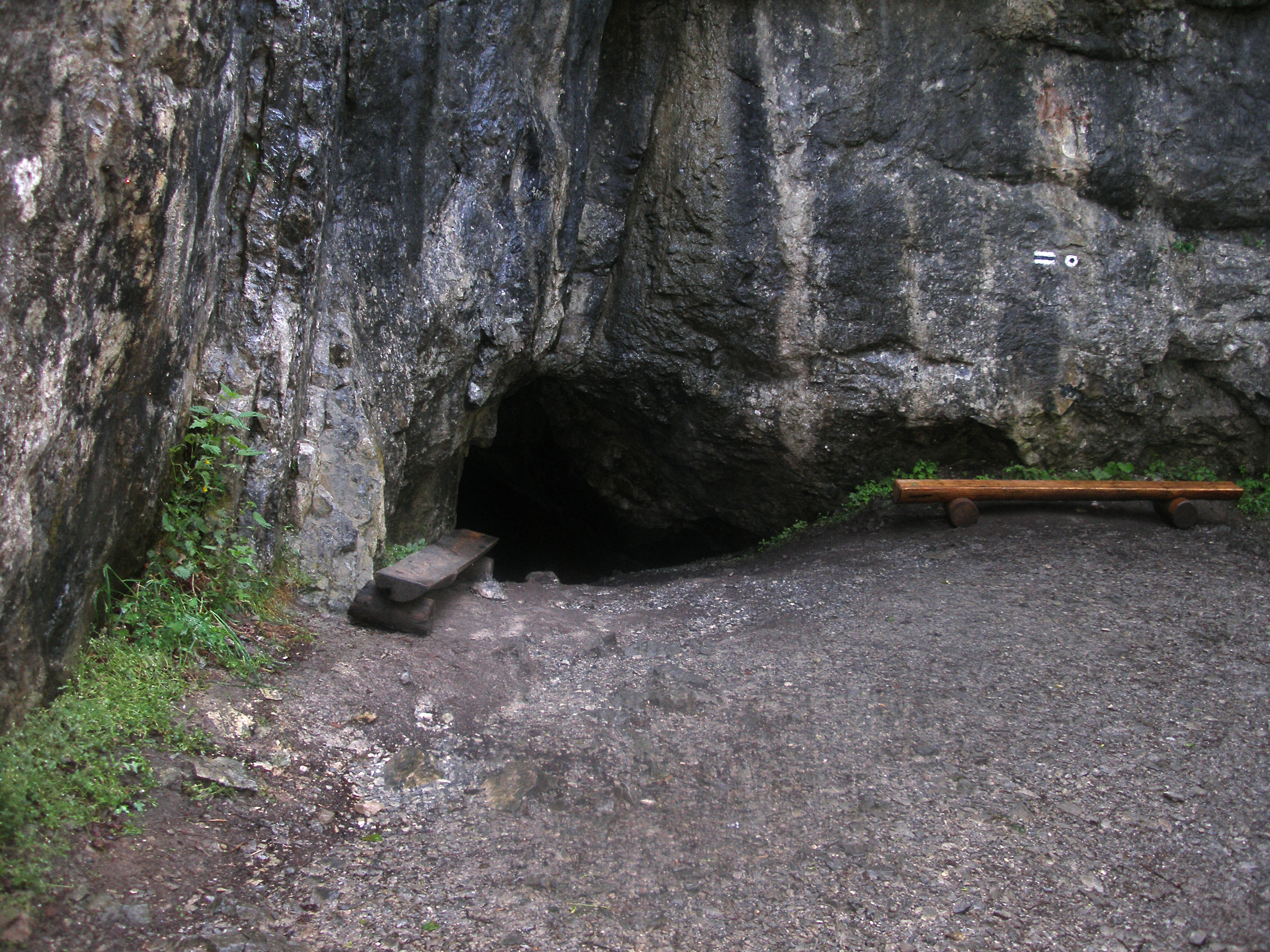
Wanderweg am Biały Potok

Die eiszeitlich durch Gletscher geformte Dolina ku Dziurze ist ein Tal in der polnischen Westtatra in der Woiwodschaft Kleinpolen.

## Geographie
Das Tal ist rund 1,6 Kilometer lang und von über 1377 Meter hohen Bergen umgeben, u. a. dem Massiv des Sarnia Skała. Es hat eine Fläche von ungefähr 85 Hektar. Das Tal liegt zwischen den Bergen Spaleniec, Sarnia Skała und Grześkówki.
Das Tal fällt von Süden nach Norden von ungefähr 1377 Höhenmetern auf 897 Höhenmeter herab. Es wird vom Potok ku Dziurze durchflossen. Das Tal öffnet sich im Vortatragraben auf dem Gebiet des Zakopaner Stadtteils Spadowiec beim Wanderweg Droga pod Reglami.

## Etymologie
Der Name lässt sich übersetzen als „Tal zum Loch“. Der Name rührt von der Räuberhöhle Dziura, die sich neben zahlreichen kleineren Höhlen im Tal befindet.

## Flora und Fauna
Das Tal liegt oberhalb und unterhalb der Baumgrenze und wird im oberen Bereich von Bergkiefern und im unteren Bereich von Nadelwald bewachsen. Das Tal ist Rückzugsgebiet für zahlreiche Säugetiere und Vogelarten.

## Klima
Im Tal herrscht Hochgebirgsklima.

## Tourismus
Durch das Tal führt ein Wanderweg von Zakopane.
- ▬ Ein blau markierter Wanderweg führt durch das Tal entlang des Potok ku Dziurze zum Wanderweg zur Höhle Dziura.

## Panorama

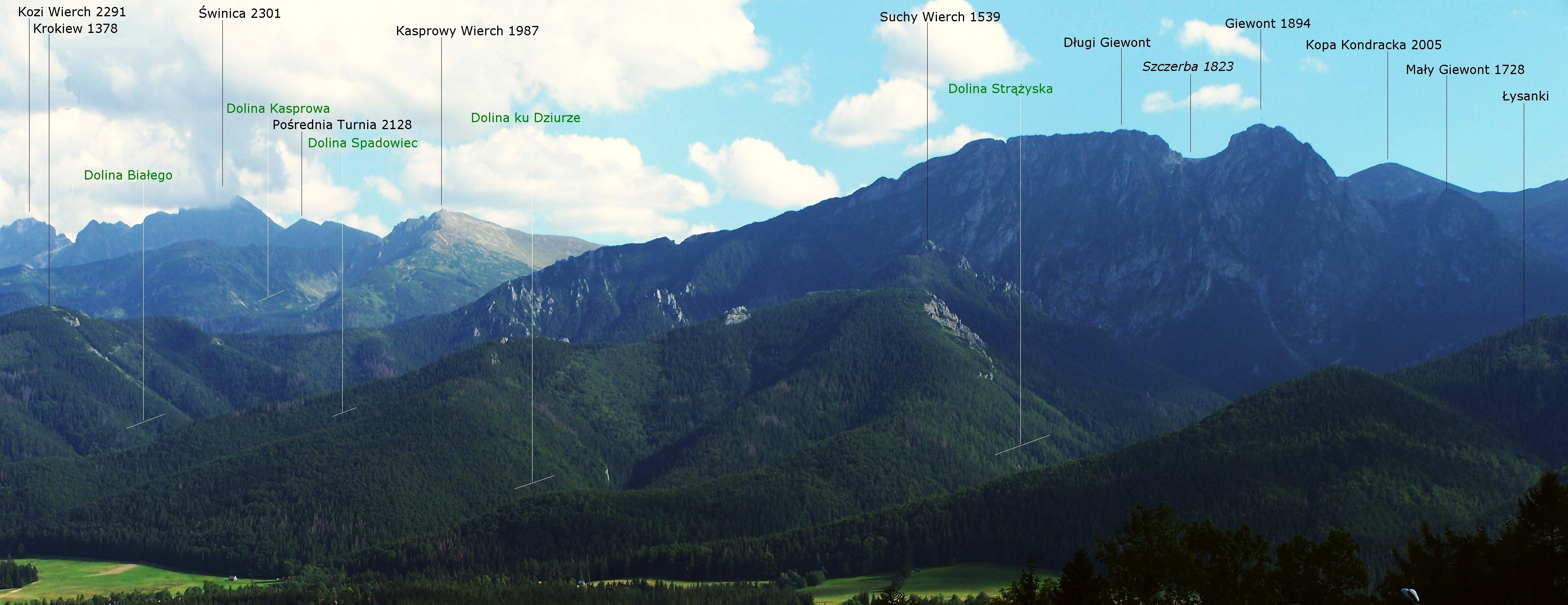
Panorama des Tals vom Gipfel Gubałówka, das Tal liegt mittig im Bild